# Zelvenský rajón
Zelvenský rajón (bělorusky Зэльвенскі раён, rusky Зельвенский район, polsky Rejon zelwieński) je administrativní a územní jednotka na jihu Hrodenské oblasti Běloruska. Rozloha rajónu je 869,69 km². v roce 2015 měl rajón 16 053 obyvatel. Průměrná hustota zalidnění 21,9 obyvatel na 1 km². Správním centrum je městečko Zelva.

## Geografie
Rajón se nachází v jižní části Hrodenské oblasti. Na západě hraničí s Vaŭkavyským rajónem, na severu s Mastoŭským a Dzjatlaŭským rajónem, na východě Slonimským rajónem a na jihu s Pružanským rajónem v Brestské oblasti. Rajón je administrativně rozdělen na 125 obcí a 9 selsovětů: Halynkaŭský, Dabraselecký, Dzjarečynský, Zelvjenský, Karalinský, Kramjanický, Slavacický, Synkavický, Tulaŭský.
Území rajónu leží na Vaŭkavyské a Slonimské vysočině, které jsou od sebe odděleny údolím řekou Zelvjanka. Na severu se rozprostírá Němenská nížina. Reliéf je kopcovitý s množstvím planin. Průměrná nadmořská výška se pohybuje v rozmezí od 150 do 200 metrů nad mořem, nejvyšší bod měří 239 metrů (u obce Madzejki).
Na území se nacházejí zásoby rašeliny, štěrku, písku, cementu a hrnčířské hlíny.

## Klima a půdy
Podnebí je mírně kontinentální. Průměrná teplota v lednu je -5,1 °C a v červeni 18 °C. Úhrn srážek činí 536 mm za rok. Vegetační období má 198 dní. Dominují jehličnaté lesy, smrčiny (smrkové lesy), březové a osikové lesy, vyskytují se ale i dubové nebo habrové porosty. Lesy pokrývají 16,1% území rajónu, 35% z nich bylo uměle zasazeno. Půdy jsou drnově podlozolové (64%), podzolově bažinaté (11,5%), rašelinově bažinaté (12,5%). V údolí řeky Zelvjanka se nacházejí louky.
Je jeho území se nacházejí rezervace republikového významu (biologická rezervace Mjaduchava) a místního významu (rezervace Starasjelski). Z přírodních památek zde najdeme bludné balvany. Povrchová rašeliniště Karevin lug (44,5 ha) a Višnjoŭka (143,2 ha) byly prohlášeny za přírodní památky místního významu.

## Hydrografie
Územím rajónu protékají řeky Zelvjanka, Ščara se svým přítokem Lukonica a Bjaroza. Rajón na svém území Zelvenskou vodní nádrž (o rozloze 1 190 ha, maximální hloubkou 7,5 m a průměrnou hloubkou 2,6 m), která je největší vodní nádrží Hrodenské oblasti a celkově 18. největší v Bělorusku.

## Obyvatelstvo
Obyvatelstvo rajónu číta (2009) na 19,9 tisíc osob, městské obyvatelstvo tvoří 38% (7 700 osob). Průměrná hustota obyvatelstva je 21,9 obyv./km² Centrem rajónu je městské sídlo Zelva. Pod správu Zelvenského rajónu spadá na 125 vesnic. Podle národnostního složení je obyvatelstvo je rozdělena takto: Bělorusové — 70,69 %, Poláci — 23,6 % a Rusové — 4,28 %.

## Doprava
Teritoriem Zelvenského rajónu prochází železniční trať Hrodna — Baranavičy a několik silnic republikového významu:
- R41: Slonim — Masty — Skidzjel — hranice Litevské republiky (Parečča)
- R50: Masty — Zelva — Ružany
- R51: Astryna — Ščučyn — Vaŭkavysk
- R99: Baranavičy — Vaŭkavysk — Pahraničny — Hrodna (hraniční přechody Polské republiky (Bruzhi, Běrastavica)
- R142: Zelva — Dzjarečyn — Mjedzvinovičy

## Hospodářství
Největším průmyslovým centrem rajónu je sídlo městského typu Zelva, v němž je soustředěno cca 2/3 je potravinářského, 1/5 lehkého průmyslu, zbytek doplňuje výroba stavebních materiálů. V obci Dzjarečyn, která se nachází v severní části rajónu, je v malé míře soustředěn potravinářský průmysl.
Na území rajónu jsou dvě centra určená k těžbě surovin. V obci Kašali (Кашалі), která leží na jihu, je získávána směs štěrku a písku, v severní části dobývá společnost „Podgruszanskoje“ písek určený ke stavebnictví. Na jižním okraji Zelvy je v současnsoti ve výstavbě elektrárna. Napříč rajónem od východu na západ je umístěn plynovod z města Slonim do Polska a Německa. V severní části rajónu se pěstuje cukrová řepa.

## Pamětihodnosti

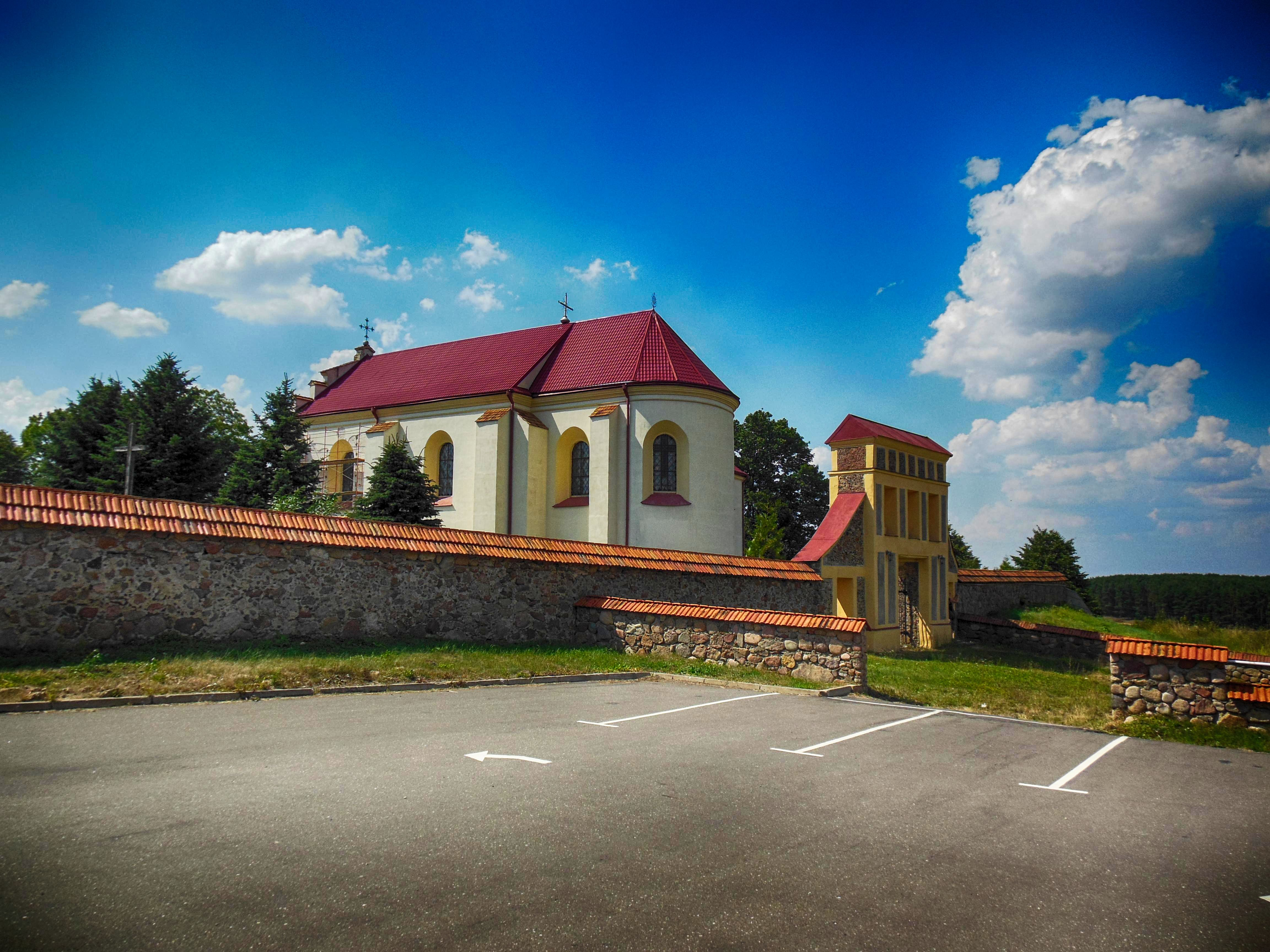
Kostel svatého Jiří (1617) v obci Kramjanica

- Zemědělská usedlost Muravských (konec 19. století), obec Aljaksandraŭščyna

- Palác a park rodiny Sapiehů, obec Dzjarečyn

- Pravoslavný kostel sv. Michaela, obec Vostrava

- Spaso-Preobraženský kostel z poloviny 19. století a kostel Nanebevzetí (počátek 20. století), obec Dzjarečyn

- Kostel svatého Jiří (1617) v obci Kramjanica

- Kostel svatého Michaela (1782) v obci Lukonica

- Kostel zvěstování panny Marie (1912), obec Mižeryčy

- Svatojiřský pravoslavný kostel (konec 18. — počátek 19. století), obec Slavacičy

- Mlýn z konce 19. století, obec Staraja Halynka

- Opevněný kostel z 15. — 16. století, v obci Synkavičy